# Melipilla (prowincja)
Melipilla (hiszp. Provincia de Melipilla) – prowincja w środkowej części Chile, w Regionie Metropolitalnym, położona na zachód od stolicy kraju, Santiago. Jej ośrodkiem administracyjnym jest miasto Melipilla. Powierzchnia prowincji wynosi 4065,7 km², w 2017 roku zamieszkiwało ją 185 966 osób.

## Gminy
W skład prowincji wchodzi 5 gmin:
- Alhué
- Curacaví
- María Pinto
- Melipilla
- San Pedro